# Elgon Cup
La coupe Elgon (Elgon Cup) est une compétition de rugby à XV annuelle, se disputant entre les équipes du Kenya et d'Ouganda. Le nom du trophée fait référence au Mont Elgon, un sommet situé sur la frontière entre le Kenya et l'Ouganda.

## Historique
En raison de leur statut de colonies ou de protectorats britanniques, des matchs de rugby se sont déroulés sur les deux territoires dès les années 1920. Le premier match entre le Kenya et l'Ouganda s'est déroulé en 1958, où le Kenya l'emporte 21 à 11. La compétition entre les deux pays est créée en 2004. Depuis 2010, elle est jouée dans le cadre de la Victoria Cup.
Elle est l'équivalente africaine de la Bledisloe Cup ou encore de la Calcutta Cup.
La tenue de la compétition est interrompue à partir de 2019 ; en 2022, la raison invoquée est le manque d'investisseurs rassemblés par la Fédération kényane.

## Résultats
| No | Date            | Lieu                                    | Match           | Score   | Compétition                   | Vainqueur |
| -- | --------------- | --------------------------------------- | --------------- | ------- | ----------------------------- | --------- |
| 1  | 31 juillet 2004 | Kenya                                   | Kenya – Ouganda | 18 – 8  | Test match                    | Kenya     |
| 2  | 25 juin 2005    | Ouganda                                 | Ouganda – Kenya | 5 - 8   | Qualifications Coupe du monde | Kenya     |
| 3  | 13 mai 2006     | Ouganda                                 | Ouganda – Kenya | 7 - 7   | Test match                    | Ouganda   |
| 4  | 12 août 2006    | Kenya                                   | Kenya – Ouganda | 20 - 22 | Test match                    | Ouganda   |
| 5  | 26 mai 2007     | Ouganda                                 | Ouganda – Kenya | 29 - 10 | Test match                    | Kenya     |
| 6  | 11 août 2007    | Kenya                                   | Kenya – Ouganda | 35 – 15 | Test match                    | Kenya     |
| 7  | 24 mai 2008     | Ouganda                                 | Ouganda – Kenya | 20 - 3  | Test match                    | Kenya     |
| 8  | 16 août 2008    | Kenya                                   | Kenya – Ouganda | 39 – 20 | Test match                    | Kenya     |
| 9  | 15 août 2009    | Kenya                                   | Kenya – Ouganda | 30 – 20 | Test match                    | Kenya     |
| 10 | 29 août 2009    | Ouganda                                 | Ouganda – Kenya | 18 - 13 | Test match                    | Kenya     |
| 11 | 3 juillet 2010  | Kyadondo Grounds, Kampala — Ouganda     | Ouganda – Kenya | 25 – 33 | Victoria Cup                  | Kenya     |
| 12 | 10 juillet 2010 | RFUEA Ground, Nairobi — Kenya           | Kenya – Ouganda | 21 – 5  | Victoria Cup                  | Kenya     |
| 13 | 9 juillet 2011  | Nyayo National Stadium, Nairobi — Kenya | Kenya – Ouganda | 27 – 10 | Victoria Cup                  | Kenya     |
| 14 | 16 juillet 2011 | Kyadondo Ground, Kampala — Ouganda      | Ouganda – Kenya | 32 – 18 | Victoria Cup                  | Kenya     |
| 15 | 21 avril 2012   | Kampala — Ouganda                       | Ouganda – Kenya | 19 – 5  | Victoria Cup                  | Ouganda   |
| 16 | 28 avril 2012   | Nairobi Kenya                           | Kenya – Ouganda | 12 – 0  | Victoria Cup                  | Ouganda   |
| 17 | 15 juin 2013    | Kenya                                   | Kenya – Ouganda | 16 – 17 | Test match                    | Kenya     |
| 18 | 22 juin 2013    | Ouganda                                 | Ouganda – Kenya | 13 – 19 | Test match                    | Kenya     |
| 19 | 4 juin 2016     | Ouganda                                 | Ouganda – Kenya | 10 – 48 | Test match                    | Kenya     |
| 20 | 30 juillet 2016 | RFUEA Ground, Nairobi — Kenya           | Kenya – Ouganda | 45 – 24 | Coupe d'Afrique               | Kenya     |
| 21 | 10 juin 2017    | Ouganda                                 | Ouganda – Kenya | 15 – 23 | Test match                    | Kenya     |
| 22 | 24 juin 2017    | RFUEA Ground, Nairobi — Kenya           | Kenya – Ouganda | 33 – 33 | Coupe d'Afrique               | Kenya     |
| 23 | 26 mai 2018     | Ouganda                                 | Ouganda – Kenya | 13 – 16 | Test match                    | Kenya     |
| 24 | 7 juillet 2018  | RFUEA Ground, Nairobi — Kenya           | Kenya – Ouganda | 38 – 22 | Coupe d'Afrique               | Kenya     |
| 25 | 22 juin 2019    | Mamboleo Showground, Kisumu — Kenya     | Kenya – Ouganda | 13 – 16 | Victoria Cup                  | Kenya     |
| 26 | 13 juillet 2019 | Kyadondo RFC, Kampala — Ouganda         | Ouganda – Kenya | 5 – 16  | Victoria Cup                  | Kenya     |